# Amparo Cuevas
Luz Amparo Cuevas Arteseros (1931-2012) fue una estafadora española que afirmaba que se le aparecía la Virgen María. 
Amparo Cuevas adquirió relevancia a partir del 14 de junio de 1981, cuando afirmó que se le había aparecido Nuestra Señora de los Dolores en la finca de Prado Nuevo, en el municipio madrileño de El Escorial en  España. A raíz de esas declaraciones surgió un movimiento religioso que ha movilizado a miles de personas que acuden al lugar de las supuestas apariciones marianas. Estas apariciones no han sido reconocidas por la Iglesia católica y han generado una polémica que ha llegado hasta los tribunales. 
Amparo Cueva recibió el sobrenombre de la vidente de El Escorial en referencia al municipio donde se produjeron las apariciones. Creó cuatro fundaciones: Fundación Pía Autónoma Virgen de los Dolores, Fundación Benéfica Virgen de los Dolores, Fundación Benéfica San Andrés, Asociación Privada de Fieles Seglares Reparadoras Amor Unión y Paz, Asociación Pública de Fieles Reparadores de Nuestra Señora Virgen de los Dolores y Asociación Internacional de Amigos de Prado Nuevo de El Escorial, y se calcula que acumuló un patrimonio de unos 300 millones de euros, teniendo varios conflictos con la hacienda y fue encausada en varios juicios, junto a algunos de los dirigentes de dichas fundaciones y con Miguel Martínez Pascual, dueño de la casa donde trabajaba cuando comenzaron las apariciones, y señalado por algunos, como por la Asociación de Víctimas de las Supuestas Apariciones de El Escorial, como el cerebro del entramado económico-financiero en torno a las apariciones marianas.

## Biografía
Luz Amparo Cuevas Arteseros nació en el seno de una familia humilde el 13 de marzo de 1931 en la pedanía de Pesebre de la población albaceteña de Peñascosa, en Castilla-La Mancha, España. Sus padres fueron María Dolores Arteseros y Jacinto Cuevas Ruiz. Se casó con Nicasio Barderas Bravo y tuvo siete hijos.
Fue una mujer humilde y sin estudios pero una buena comunicadora. Trabajó como empleada de hogar en el domicilio de Miguel Martínez Pascual, reparador y restaurador de pianos. Miguel Martínez comenzó a organizar el movimiento  de El Escorial, en el cual Amparo Cuevas era la líder espiritual.
El 1 de junio de 1981 afirmó que en la finca de Prado Nuevo del municipio madrileño de El Escorial se le había aparecido Nuestra Señora de los Dolores sobre un fresno, afirmando que era «el instrumento elegido por el Señor y la Virgen para comunicar sus mensajes». Ya desde noviembre de 1980 había tenido algunas manifestaciones previas cuando supuestamente vivió desvanecimientos y presentó estigmas en sus manos, cabeza y costado. 
La supuesta aparición mariana, que se repetiría varias veces más hasta 2002, atrajo a miles de personas procedentes de distintas partes de España y de países como Portugal, Francia, Argentina, México e Italia. Amparo Cuevas ponía voz a los mensajes que afirma recibía de la Virgen. Estas locuciones eran grabadas y reproducidas por altavoces.
La Iglesia católica no dio respaldo a dichos hechos. En 1985 el entonces arzobispo de Madrid, Ángel Suquía, tras el correspondiente proceso, resolvió que no constaba el carácter sobrenatural de las supuestas apariciones y revelaciones en Prado Nuevo. En abril de 2012 el arzobispo de Madrid Antonio María Rouco Varela autorizó celebrar el Triduo Pascual en el lugar de las supuestas apariciones y la construcción de una capilla, si bien manteniendo en todo momento la resolución de su predecesor. Esta capilla fue construida después de que en abril de 2012 el arzobispo de Madrid Antonio María Rouco Varela, diera la aprobación y el ayuntamiento, en junio, el permiso correspondiente para su construcción.
Junto al número de devotos también surgió un movimiento de familiares y exdevotos que acusaron a Luz Amparo Cuevas y a la organización de que se había formado a su alrededor de ser una secta destructiva y de malos tratos psicológicos y físicos.

### Las apariciones
Aunque ya en octubre de 1980 Luz Amparo Cuevas había tenido alguna experiencia extraña, el 14 de junio de 1981 dice ver a la Virgen de los Dolores sobre un fresno en la finca Prado Nuevo. La Virgen le deja el siguiente mensaje: 

Soy la Virgen Dolorosa. Quiero que se construya en este lugar una capilla en honor a mi nombre; que se venga a meditar de cualquier parte del mundo la pasión de mi Hijo, que está muy olvidada. Si hacen lo que yo digo, el agua de esta fuente curará. Todo el que venga a rezar aquí diariamente el Santo Rosario será bendecido por mí. Muchos serán marcados con una cruz en la frente. Haced penitencia. Haced oración.

El 24 de junio de 1983, Amparo afirma que se le vuelve a aparecer la Virgen y le pide que «se funden casas de amor y misericordia para los pobres».
Según Amparo, la Virgen se aparece dando diferentes mensajes en varias ocasiones, así se aparece el 18 de septiembre de 1983, el 25 y el 31 de mayo de 1984. Según la propia Amparo llegó a ver la Virgen hasta en 376 ocasiones.
A comienzos de la década de los 90 del siglo XX, el entonces alcalde de El Escorial, el socialista Mariano Rodríguez, el cura párroco, Pablo Camacho Becerra, y el administrador de la finca Prado Nuevo, Tomás Leyún, intentan poner fin al movimiento llegando a cerrar, por parte del ayuntamiento, la finca. El 15 de septiembre de 1995 se reabre Prado Nuevo, al perder el PSOE la alcaldía. El cura párroco, don Pablo Camacho Becerra, nunca se movilizó ni a favor ni en contra, siguiendo las instrucciones del Cardenal Arzobispo de Madrid-Alcalá, Vicente Enrique y Tarancón, que le ordenó no hacer caso de los fenómenos.

### La obra
Alrededor de las apariciones marianas de Prado Nuevo se ha creado y desarrollado un entramado de fundaciones e instituciones religiosas. A esto se le conoce como la Obra de la Virgen de El Escorial.
En 1994 se crea la Fundación Pía Autónoma Virgen de los Dolores y la Asociación Pública de Fieles y Reparadores de Nuestra Señora la Virgen de los Dolores; esta última cuenta con más de 132 propiedades y un patrimonio valorado en millones de euros.
Relacionados directamente con Prado Nuevo se ordenaron en el año 2000 tres presbíteros y posteriormente otros cuatro más. También se mantienen más de 80 novicias.

### Denuncias
Ha habido más de 20 denuncias por supuesta estafa y actuaciones sectarias, todas ellas con resoluciones favorables a los demandados, ya que no ha habido fundamento alguno en ninguna de ellas.
A partir de 2006, un reducido grupo de familiares de devotos a la obra de Amparo Cuevas fundaron la Asociación de Víctimas de las apariciones de El Escorial y piden públicamente ayuda institucional para poder combatir lo que ellos denominan estafa y califican a la organización de Amparo Cuevas como secta destructiva. Este reducido grupo está fundado e impulsado por los hermanos Juan Carlos y José Javier Malo Suescun, poco después de que se opusieran la decisión libre y voluntaria de su hermano José Luis de entrar en la Obra.
En 2008 denuncia que 15 menores sufrían supuesto maltrato psicológico y físico en una vivienda del entramado de fundaciones de Cuevas. El Defensor del Menor de la Comunidad de Madrid consideró inadecuada dicha situación.
Las religiosas seglares de las residencias pertenecientes a la Obra no cotizan a la Seguridad Social por su labor. Esto ha sido avalado por los tribunales tras varias denuncias de la Inspección de Trabajo de Madrid.
El presidente de la Asociación contra las Apariciones, Juan Carlos Bueno, intentó impedir el entierro de Amparo Cuevas en la capilla construida en la finca Prado Nuevo, a la que también calificó de ilegal, mediante una denuncia argumentando que esos terrenos son  de un espacio medioambientalmente protegido.

### Muerte
El 17 de agosto de 2012, Luz Amparo Cuevas Arteseros falleció en su domicilio de El Escorial, tras una larga enfermedad. Su funeral inauguró la capilla dedicada a la Virgen María que se alzó en el lugar de la supuesta aparición, capilla que fue una de las peticiones que la Virgen realizó «para la meditación sobre la Pasión de su Hijo» y donde fue enterrada. La capilla fue demolida en ejecución de una sentencia judicial en enero de 2020.